# Eurytides epidaus subsp. tepicus
Eurytides epidaus subsp. tepicus es una mariposa perteneciente a la familia Papilionidae.

## Clasificación y descripción de la especie
Antenas de color negro, cabeza del mismo color con dos líneas blanco-amarillentas por un lado de los ojos; palpos de color claro o blanco amarillento. Tórax y abdomen de color negro con dos líneas amarillas a los lados. El color de fondo de las alas es blanco, casi transparente. Las alas anteriores son más angostas que en la especie típica. En la vista dorsal de la región marginal tiene una banda de color negro y una de color blanco próxima a la región submarginal. En la región posmedia (desde margen costal a ángulo anal) están casi ausentes las escamas, siendo casi transparente. En la región postdiscal presenta una banda desde margen costal a ángulo anal o torno. 
En la región discal presenta dos bandas de color negro que atraviesan la cédula discal, una de ellas es más corta y sólo cubre la cédula y la otra es más larga llegando hasta el margen anal o interno. En la región postbasal presenta otra banda que se extiende de margen costal a anal. El color de fondo de las alas posteriores es blanco, con tres bandas de color negro, en la siguiente posición: una parte desde la región basal hasta el área postdiscal (por margen anal); la siguiente parte desde la región postbasal hasta la región postdiscal (paralela a la anterior); la tercera parte desde el margen costal pasando por el área discal hasta unirse con las otras dos en esta misma área del ala. En la región submarginal presenta varias manchas de color amarillo, en esta subespecie más anchas que en las otras subespecies. La vena M3 está muy desarrollada, parece una “cola “, es de color negro con borde amarillo. Ventralmente las alas presentan el mismo patrón, a excepción de que muestran una cuarta banda de color rojo desde el margen costal al margen anal, por la región postdiscal. Ambos sexos son semejantes, sin embargo, en el macho las bandas negras son más anchas.

## Distribución de la especie
Se localiza en el noroeste de México, en los estados de Sinaloa, Nayarit, Jalisco, Colima y Michoacán.

## Ambiente terrestre
Habita a orillas de ríos y charcos, formando grupos. 

## Estado de conservación
No se encuentra listada en ninguna categoría de riesgo.